# Syskongatan
Syskongatan är en cirka 100 meter lång gata i Visby innerstad som går mellan Sankt Hansgatan och Sankt Drottensgatan i en östlig riktning.

## Historik
Under 1700-talet kallades gatan Robberts backa efter Petter Robbert som hade ett trähus på nuvarande Syskongatan 2. Namnet kommer från kyrkorna Drotten och Sankt Lars som ligger på var sin sida om gatan och som enligt sägen kallas syskonkyrkorna. Denna gamla folksägen återfinnas även bland i England och berättar om två rika systrar som var oeniga och inte trivdes i samma kyrka utan lät därför bygga var sin.
Fastigheten Sankt Lars 3 är ett byggnadsminne som i norr gränsar mot Syskongatan och i öster mot Nunnegränd. Under medeltiden var fastigheten Sankt Lars kyrkogård. Visby stad köpte fastigheten 1913 i avsikt att frilägga Sankt Lars ruin men behöll ett trähus från 1600-talet som nyttjades som taxistation och en trolig smedja från slutet av 1700-talet. Byggnaderna är sammanbyggda och fick sitt nuvarande utseende kring 1833.

## Byggnader (urval)
- Drottens kyrkoruin
- Sankt Lars kyrkoruin